# Хилаль, Хилаль Хемед
Хилаль Хемед Хилаль (суахили Hilal Hemed Hilal; род. 12 июля 1994, Дар-эс-Салам) — танзанийский пловец. Выступает за сборную Танзании по плаванию начиная с 2010 года, рекордсмен страны, участник многих крупных международных соревнований, в том числе летних Олимпийских игр в Рио-де-Жанейро.

## Биография
Хилаль Хемед Хилаль родился 12 июля 1994 года в городе Дар-эс-Салам, Танзания. Заниматься плаванием начал в возрасте семи лет, по совету своего школьного учителя присоединился к местному плавательному клубу Taliss. Позже проходил подготовку в секции плавания Hamilton Aquatics в Дубае, ОАЭ.
Впервые заявил о себе на взрослом международном уровне в сезоне 2010 года, когда вошёл в основной состав танзанийской национальной сборной и побывал на чемпионате мира на короткой воде в Дубае, где соревновался в плавании вольным стилем и плавании на спине на дистанциях 50 и 100 метров. Кроме того, отметился выступлением на Играх Содружества в Нью-Дели.
В 2012 году выступал на мировом первенстве в 25-метровом бассейне в Стамбуле, выходил здесь на старт шести разных дисциплин.
Участвовал в чемпионате мира по водным видам спорта 2013 года в Барселоне, выступил в плавании на 50 метров вольным стилем и баттерфляем.
В 2014 году выступил на Играх Содружества в Глазго, где в числе прочего установил национальный рекорд Танзании в плавании на 50 метров на спине — 30,11.
На чемпионате мира 2015 года в Казани стартовал в плавании на 50 метров вольным стилем и в плавании на 100 метров баттерфляем.
Благодаря череде удачных выступлений удостоился права защищать честь страны на летних Олимпийских играх 2016 года в Рио-де-Жанейро — в мужском 50-метровом плавании вольным стилем установил национальный рекорд, показав время 23,70 секунды, хотя для попадания с следующую полуфинальную стадию соревнований этого всё равно не хватило.
После Олимпиады Хилаль остался в основном составе танзанийской национальной сборной и продолжил принимать участие в крупнейших международных соревнованиях. Так, в 2017 году он выступил на мировом первенстве в Будапеште, а в 2018 году представлял страну на Играх Содружества в Голд-Косте.